# Hortensia (geslacht)
Hortensia (Hydrangea) is een geslacht uit de hortensiafamilie (Hydrangeaceae). Het gaat vooral om groenblijvende en bladverliezende struiken en een enkele boom. Bij elkaar gaat het om bijna honderd soorten die groeien in Amerika en in China en Japan.
Sommige soorten bloeien met een grote, piramidale pluim, andere met een afgeplat scherm of juist een meer bolvormige bloeiwijze met veel steriele, onvruchtbare randbloemen. Die hebben tot doel de insecten aan te trekken die zich vervolgens tegoed doen aan de nectar in de fertiele, vruchtbare bloemen in het midden van de bloeiwijze.
De meest gekweekte hortensia is de grote hortensia (Hydrangea macrophylla). De vele cultivars hebben roze, witte, rode of zelfs (paars)blauwe bloeiwijzen. Populair is Hydrangea arborescens 'Annabelle', een cultivar met grote, bolvormig samengestelde bloeiwijzen, die ook wel sneeuwbal wordt genoemd.

## Etymologie
De naam hortensia is afgeleid van Latijn Hortus (tuin) en verwijst naar tuinplant.
De wetenschappelijke naam Hydrangea is afgeleid van Grieks hydor (water) en angeion (vat). Het is een verwijzing naar de waterbehoefte en de vorm van de bloemkelken. 
De naam hortensia is vernoemd naar een vrouw, maar het is niet met zekerheid bekend welke. Er wordt vaak verwezen naar Hortense de Beauharnais, de dochter van keizerin Joséphine de Beauharnais van Frankrijk, maar die was nog niet geboren toen het geslacht rond 1771 van deze naam werd voorzien door de botanicus Philibert Commerson. Het vermoeden bestaat dat de bedoelde Hortense in werkelijkheid Hortense van Nassau was, dochter van Karel Hendrik Nicolaus Otto, Prins van Nassau-Siegen, die zelf heeft deelgenomen aan een expeditie rond de wereld.

## Populariteit
In de twintigste eeuw raakte de hortensia uit de mode als gevolg van veranderde inzichten van tuinarchitecten en plantenliefhebbers. Vooral de bolle bloeiwijzen van de grote hortensia werden als te plomp beschouwd. Dat er in die tijd ook kunststof exemplaren op de markt verschenen, deed bij tuinliefhebbers nog verder afbreuk aan de reputatie. Begin eenentwintigste eeuw is er sprake van een kentering. De hortensia wordt weer vaker gekweekt, er worden nieuwe kruisingen gemaakt en de populariteit onder plantenliefhebbers neemt toe.

## Introducties
In 2008 kwam Hydrangea macrophyla 'Endless Summer' voor het eerst op de markt. Deze bloeit, in tegenstelling tot Hydrangea macrophylla, zowel op oude als op nieuwe takken, zodat er telkens opnieuw bloemen gevormd worden. Deze hortensia bloeit van juni tot oktober.
Sinds 2010 is Hydrangea 'Forever & Ever' verkrijgbaar. Deze bloeit eveneens op eenjarig hout. Deze planten blijven compacter dan 'Endless Summer' en de collectie van 'Forever & Ever' bevat meer vormen en variëteiten. De plant heeft in Europa nog een aantal jaren 'in te halen' en is ook minder bekend dan zijn voorganger. Er worden nog steeds nieuwe variëteiten in de vrije natuur van Japan gevonden, zoals dubbelbloemige. Na intensieve veredeling en selectie zijn deze types verkrijgbaar over de gehele wereld.
Er zijn ook sterke en doorkleurende selecties te verkrijgen die onder de naam 'Magical' veredeld worden. Ze kleuren onder de juiste omstandigheden door naar 'classic' kleuren. Daarnaast hebben deze bloemen een lang vaasleven.

## Kweek
Voor de kweek van hortensia's is een zonnige tot halfbeschaduwde plek vereist. De plant gedijt het beste in kleiachtige, vruchtbare, vochthoudende grond. Het planten gebeurt in het vroege voorjaar (maart) of in het najaar (oktober of november).
De blauwe variant van Hydrangea macrophylla verkleurt tot grauw rozeblauw als de grond niet zuur en ijzerhoudend is. Daarom is het voor de kweek van deze variant nodig zuurhoudende grond te gebruiken en (kali)aluin of aluminiumsulfaat toe te dienen. Volkstips om hortensia's blauw te houden zijn door altijd met regenwater te sproeien en niet te veel te bemesten. Andere variëteiten, zoals de roze versie van Hydrangea macrophylla, hebben juist het omgekeerde nodig.
Snoeien is over het algemeen niet nodig.

## Selectie van soorten
- Hydrangea macrophylla (synoniem: Hydrangea hortensis): tot 2 meter hoog, bloeit van juli tot september, witte, roze, rode of blauwe bloemen op meerjarig hout.
- Hydrangea macrophylla 'Magical Revolution': rijkbloeiend, gedurende het bloeiseizoen verandert de kleur van de bloem.
- Hydrangea macrophylla 'Endless Summer': bloeit telkens opnieuw en is winterhard tot -34 °C.
- Hydrangea paniculata 'Pluimhortensia': winterhard, witte pluimen op eenjarig hout die verkleuren naar roze; snoeien februari-april.
- Hydrangea paniculata 'Silver Dollar': tot 2 meter hoog, winterhard, zilverwitte pluimen op eenjarig hout
- Hydrangea paniculata 'Limelight': tot 4 meter hoog, winterhard, lichtgroene pluimen op eenjarig hout die verkleuren naar roze; snoeien februari-april.
- Hydrangea serrata: tot 1,5 meter hoog, matgroene bladeren, randbloemen roze gekleurd, bloeit van juli tot september op eenjarig hout.
- Hydrangea serrata 'Acuminata': idem, maar bruinachtig blad en blauwe randbloemen.
- Hydrangea petiolaris: de Klimhortensia, laat men bij voorkeur ongesnoeid; gedijt ook op schaduwrijkere plaatsen
- Hydrangea arborescens vooral vertegenwoordigd door het ras 'Annabelle' bloeit op eenjarig hout met grote witte/limoengroene bolbloemen
- Hydrangea arborescens 'Strong Annabelle': tot 1,5 meter, een sterkere variant van de 'Annabelle'.
- Hydrangea quercifolia: eikebladhortensia, witte pluimbloemen, grote bladeren met lobben, rode herfstverkleuring, laat men bij voorkeur ongesnoeid
- Hydrangea aspera: de boomhortensia, fluweelachtige bladeren, zogenaamde "randbloeier", grote bloembladen rond de eigenlijke, nietige bloemetjes

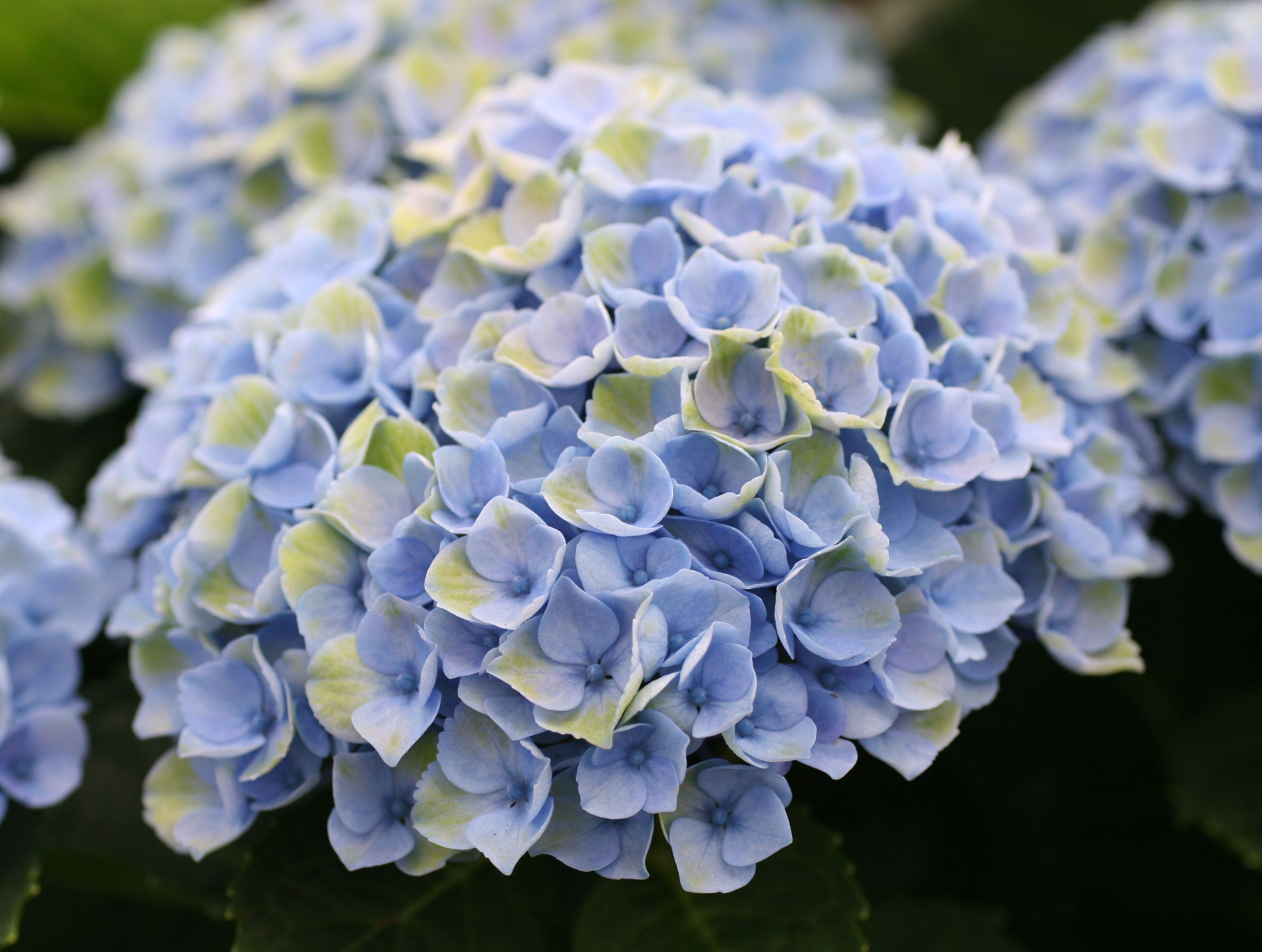
Hydrangea macrophylla 'Magical Revolution'
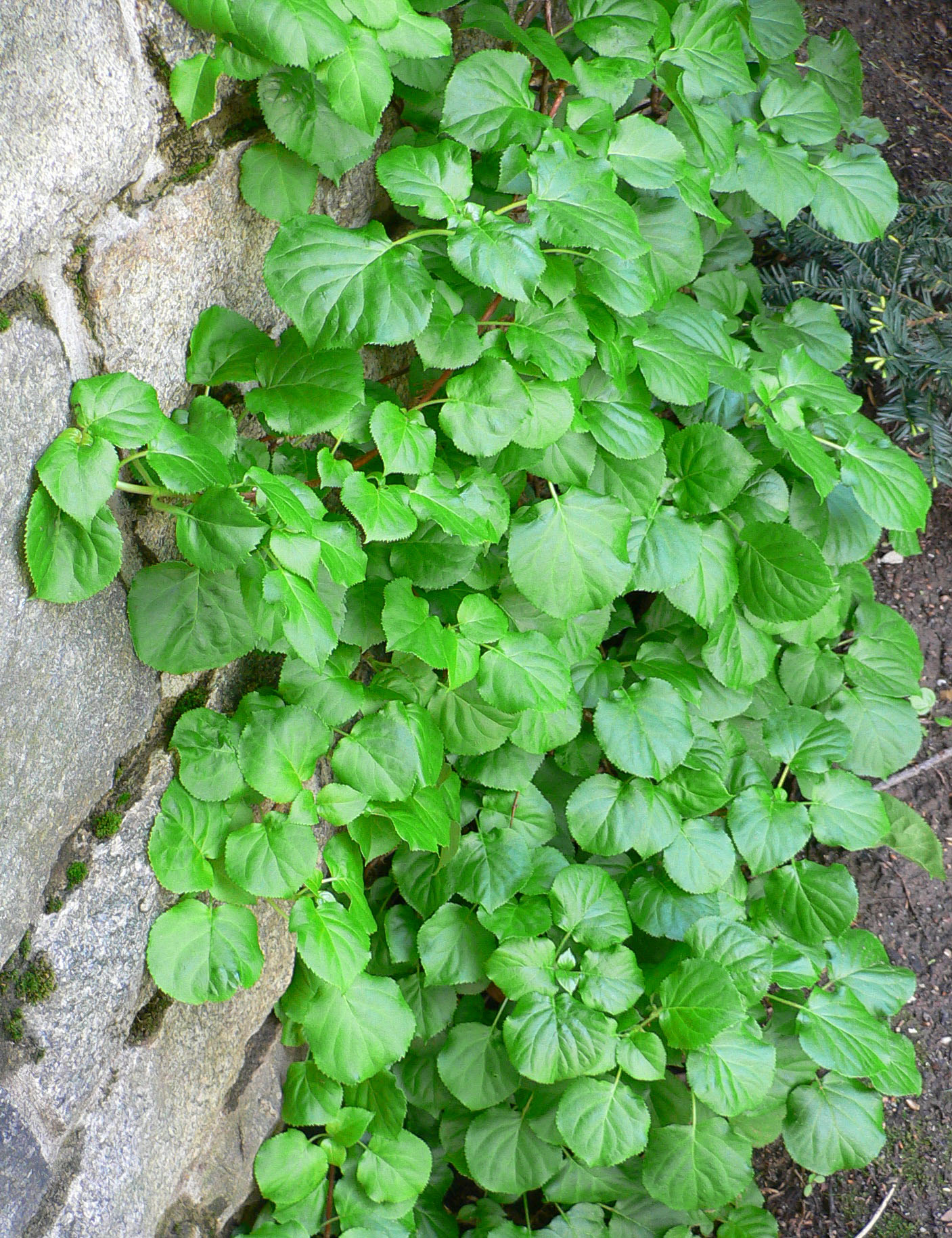
H. anomala
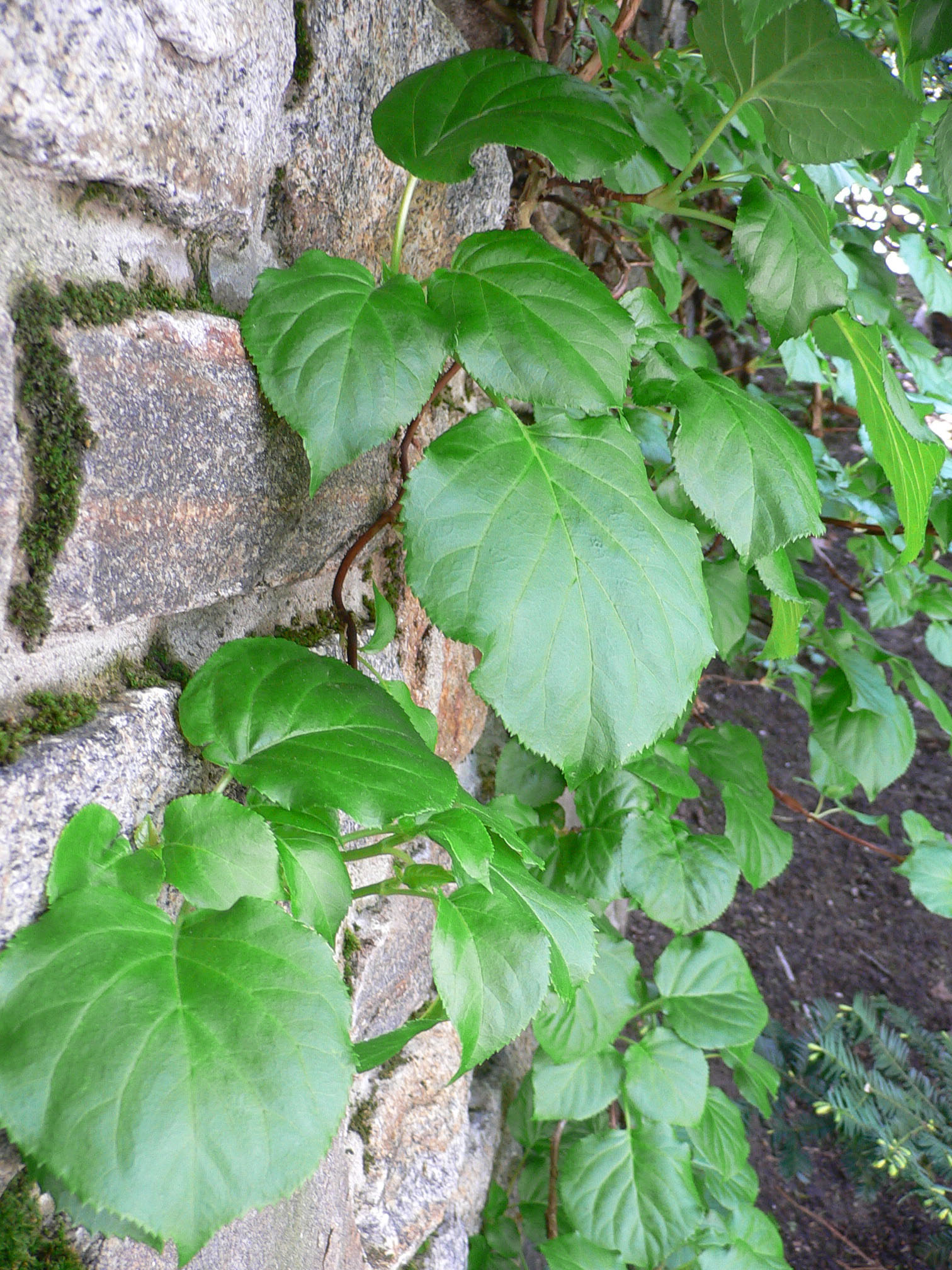
H. anomala
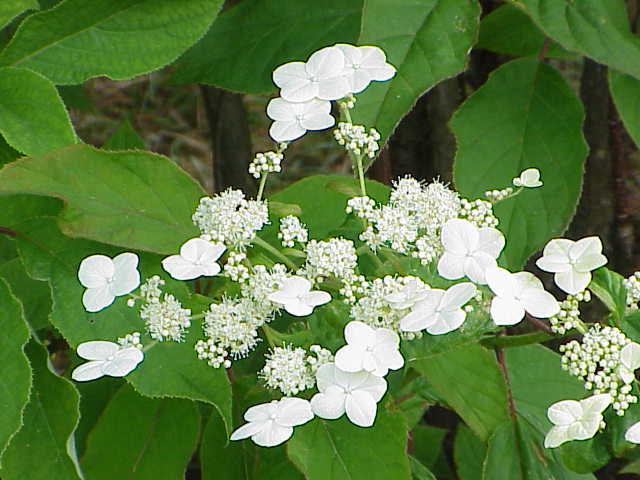
H. arborescens
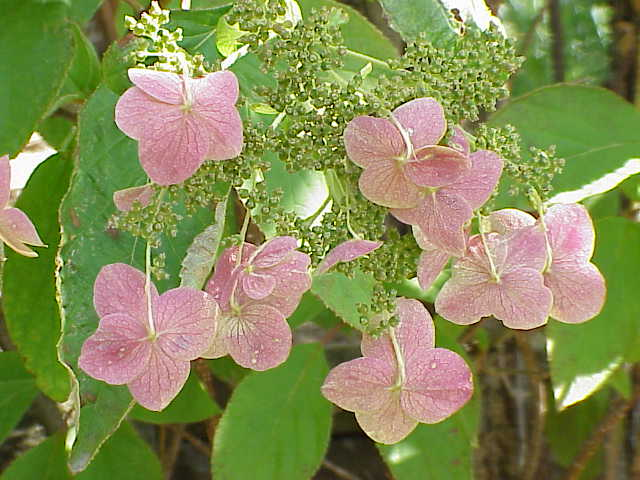
H. arborescens 'Discolor'
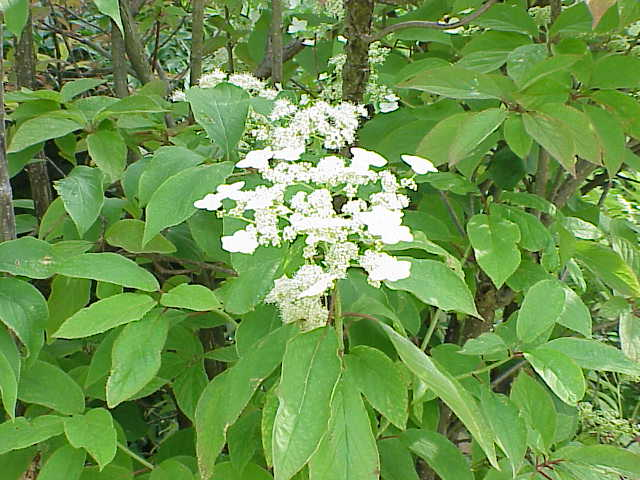
H. arborescens 'Discolor'
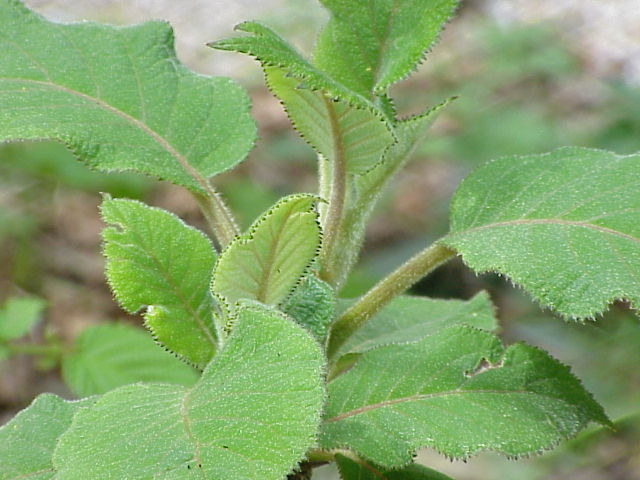
H. aspera
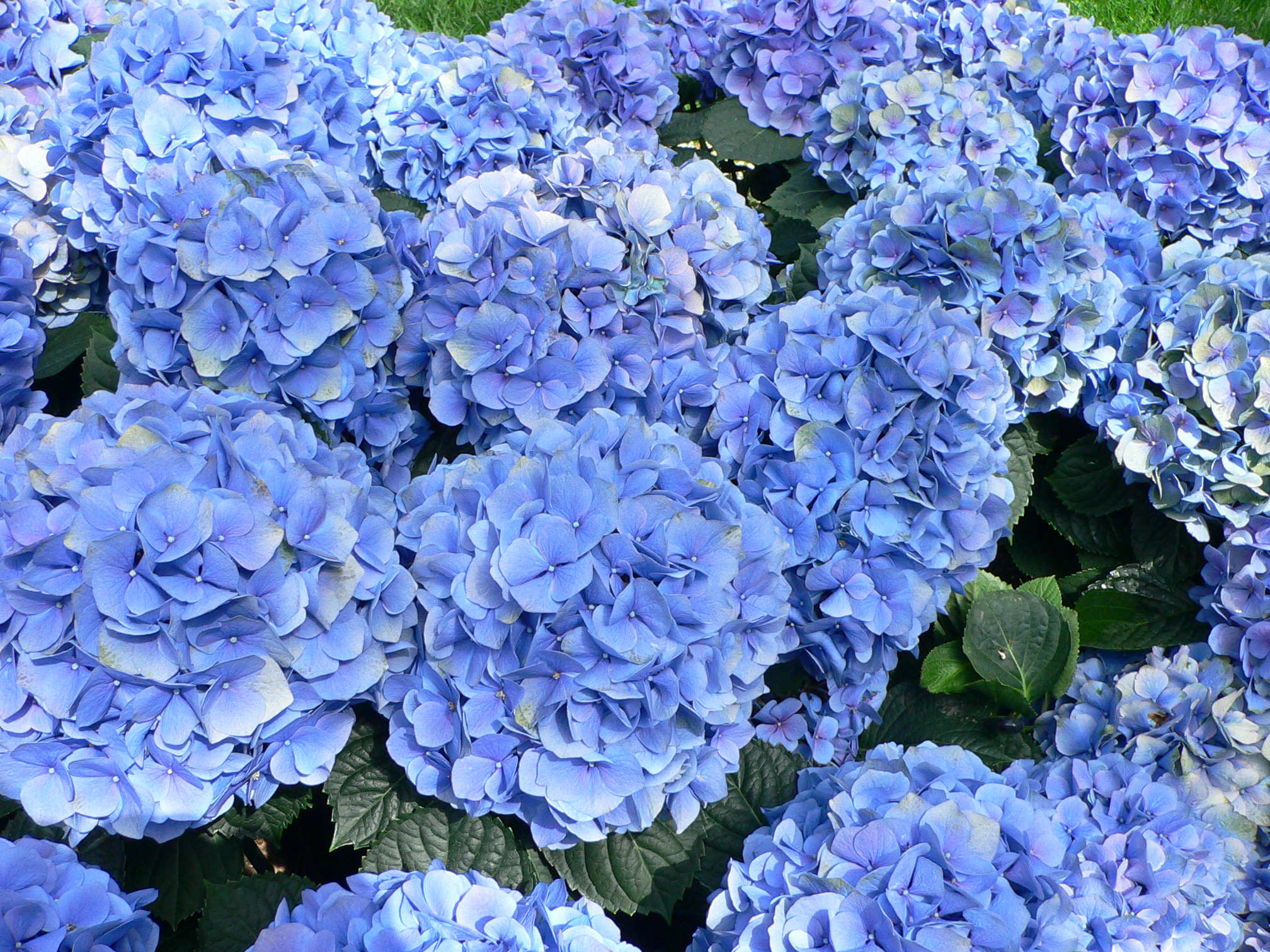
H. macrophylla
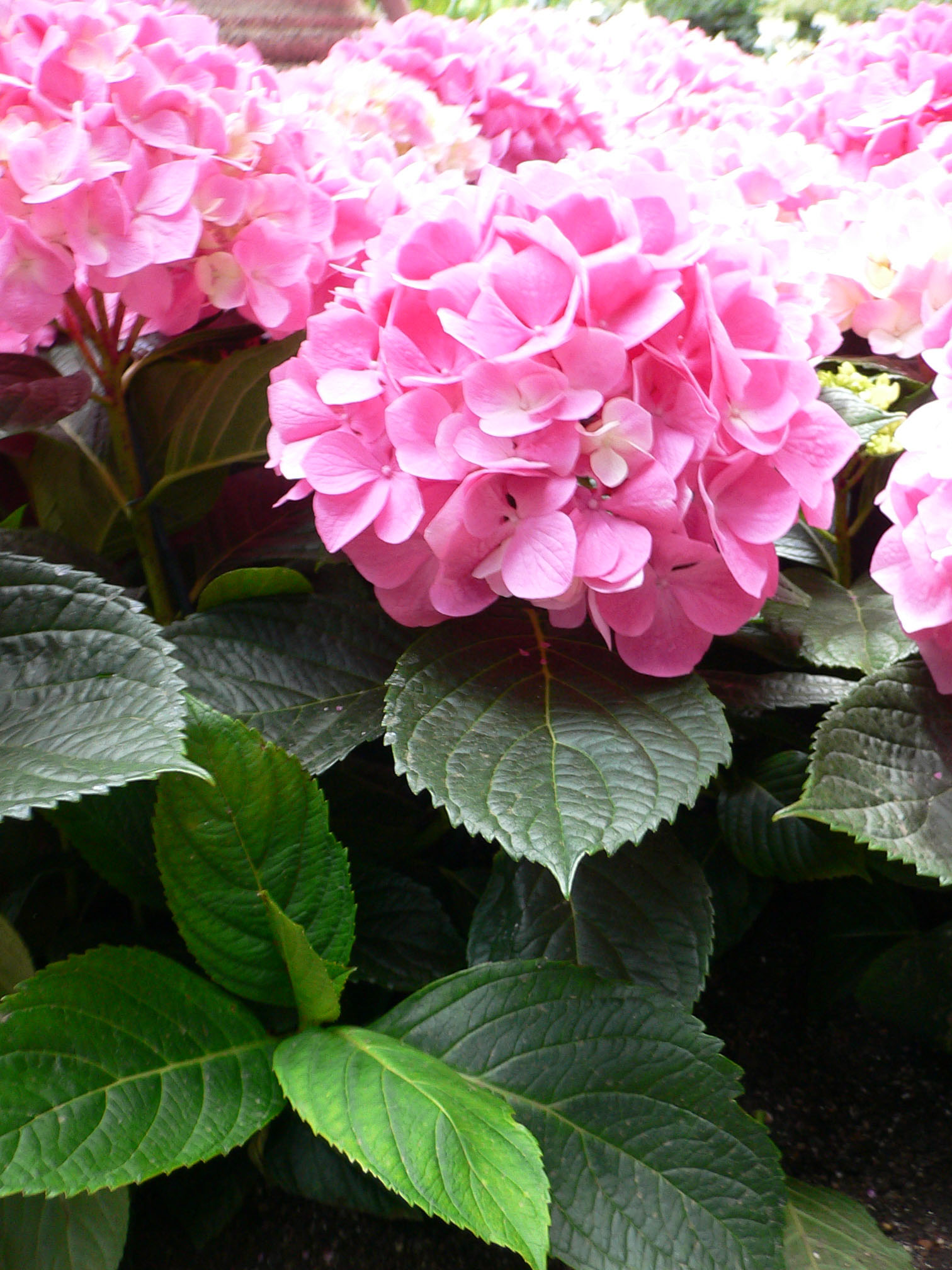
H. macrophylla
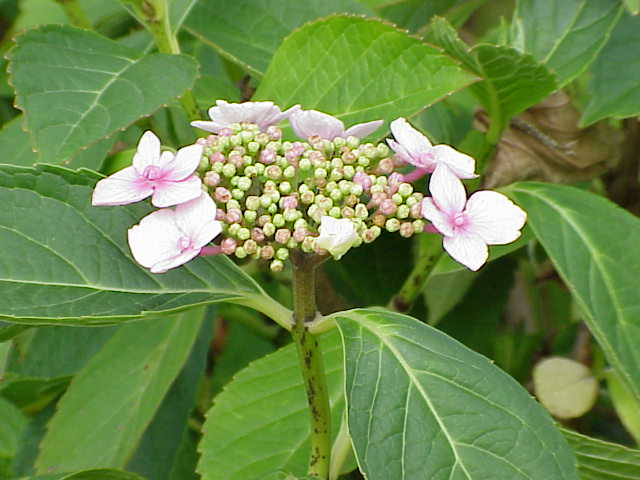
H. macrophylla
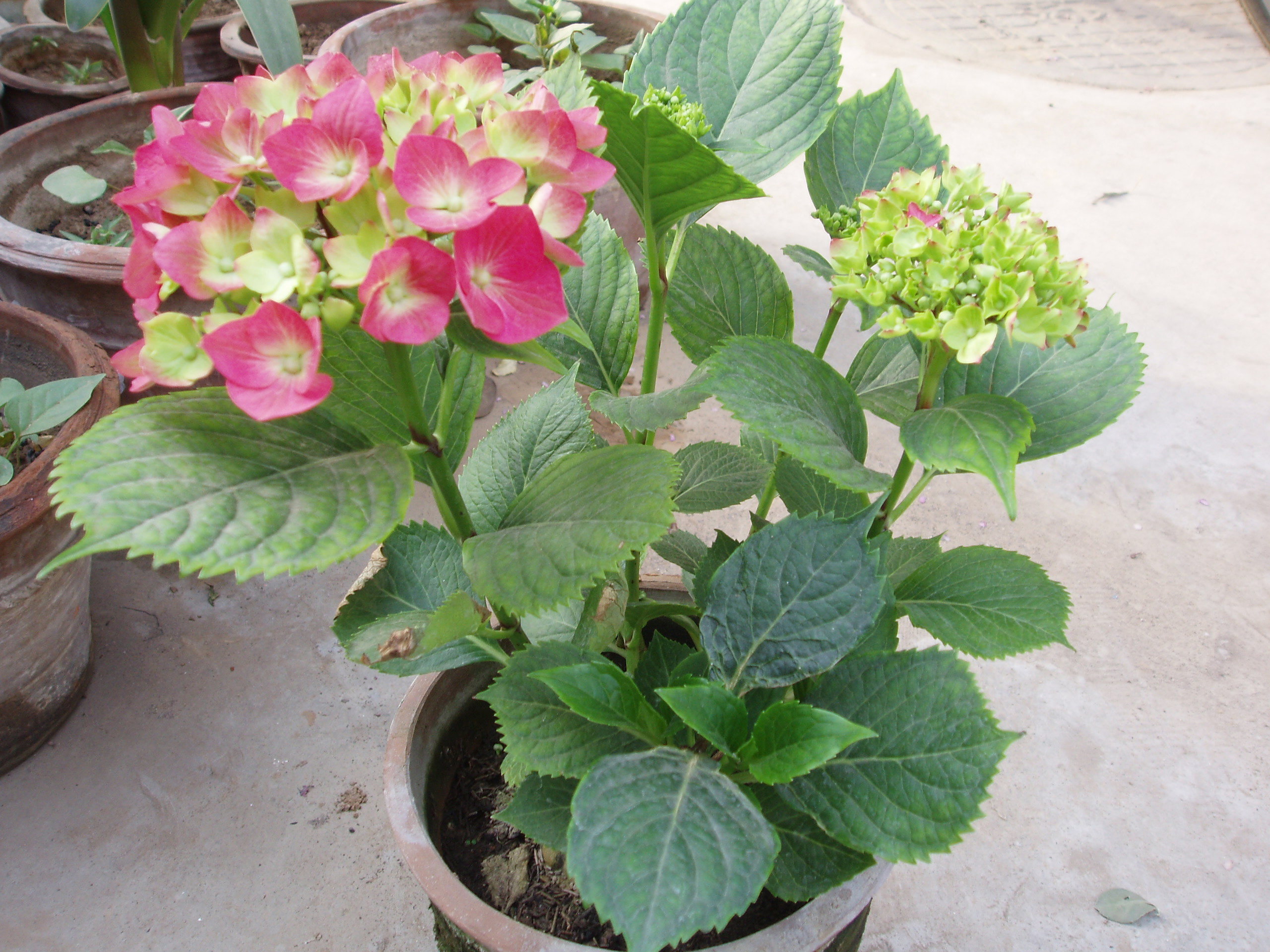
H. macrophylla
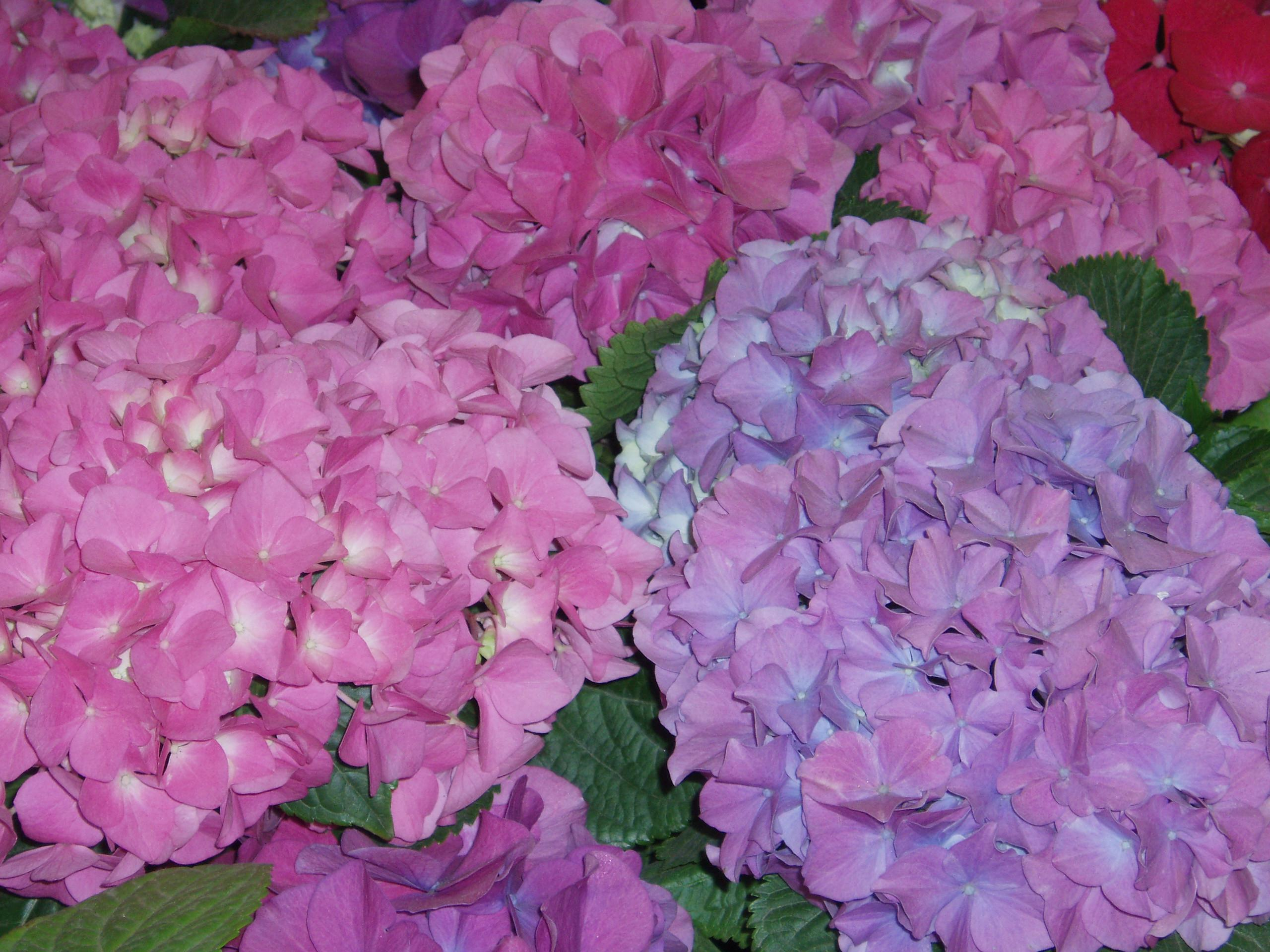
H. macrophylla
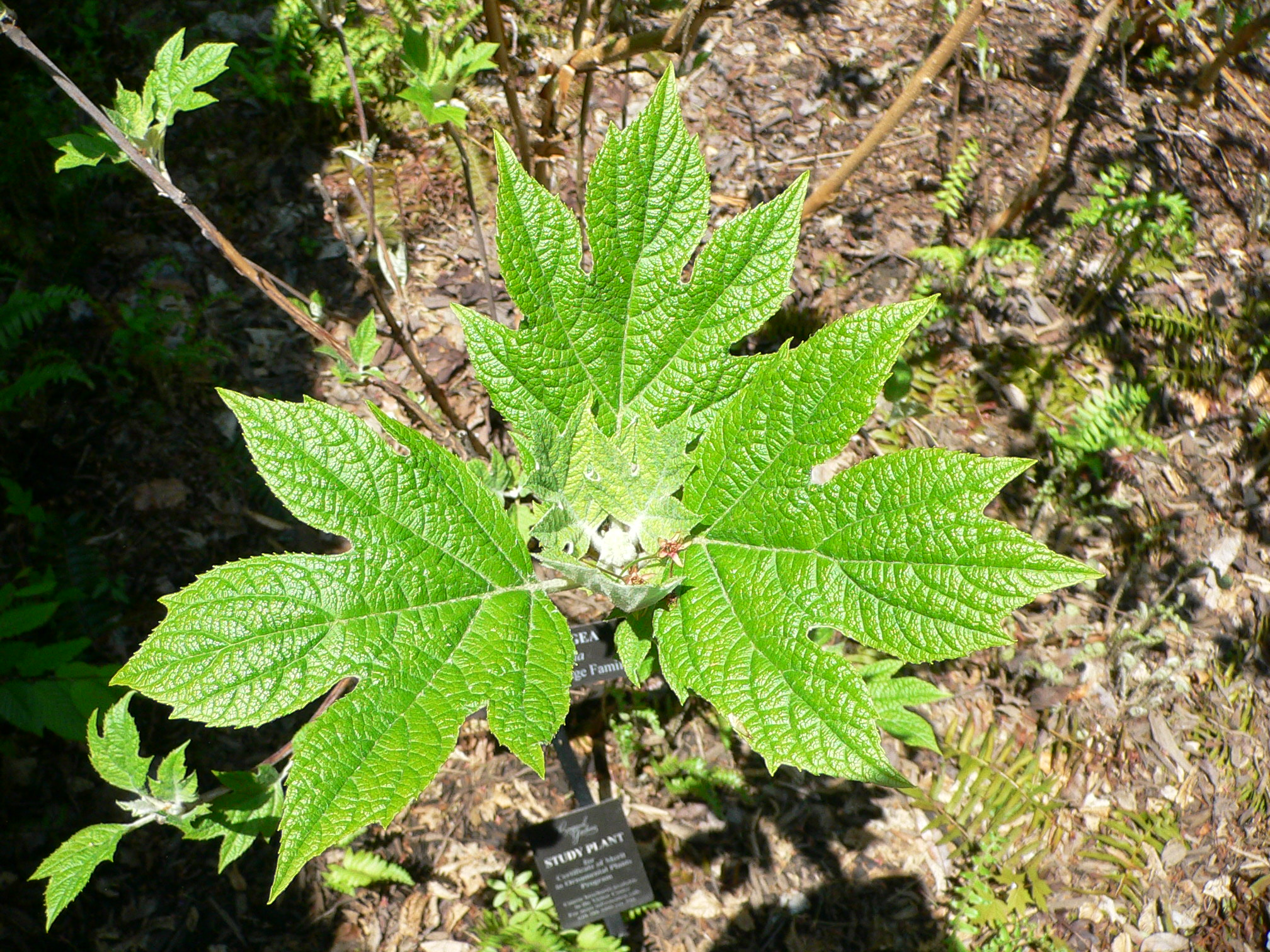
H. querifolia